# Регулярний розподіл
Регуля́рне сіме́йство розпо́ділів в математичній статистиці — це розподіл, густина якого диференційована відносно параметру.

## Визначення
Нехай дано параметричне сімейство абсолютно неперервних розподілів {\displaystyle \{\mathbb {P} _{\theta }\}_{\theta \in \Theta }}, де {\displaystyle \Theta \subset \mathbb {R} }, так що {\displaystyle f(x\mid \theta )} - густина ймовірності {\displaystyle \mathbb {P} _{\theta }} для кожного {\displaystyle \theta \in \Theta }. Тоді це сімейство називається регулярним, якщо існує така множина {\displaystyle D\subset \mathbb {R} }, що {\displaystyle \mathbb {P} _{\theta }(D)=1,\quad \forall \theta \in \Theta }, і
{\displaystyle \forall x\in {D},\quad {\sqrt {f(x\mid \cdot )}}\in C^{1}(\Theta )},
тобто {\displaystyle {\sqrt {f(x\mid \cdot )}}} неперервно диференційована відносно параметра {\displaystyle \theta \in \Theta }.

## Приклади
- Нехай {\displaystyle \Theta =\{\theta >0\}}, і {\displaystyle \mathbb {P} _{\theta }=\mathrm {Exp} (\theta )} - експоненційний розподіл з параметром {\displaystyle \theta }. Тоді

{\displaystyle {\frac {\partial }{\partial \theta }}{\sqrt {f(x\mid \theta )}}=\left({\frac {1}{2{\sqrt {\theta }}}}-{\frac {{\sqrt {\theta }}x}{2}}\right)e^{-\theta x/2}\in C(\Theta ).}
Отже, сімейство розподілів регулярне.
- Нехай {\displaystyle \Theta =\{\theta >0\}}, і {\displaystyle \mathbb {P} _{\theta }=\mathrm {U} [0,\theta ]} - неперервний рівномірний розподіл на відрізку {\displaystyle [0,\theta ]}. Тоді легко бачити, що {\displaystyle D\supset [0,\infty )}, і {\displaystyle f(x\mid \cdot )} розривна у точці {\displaystyle \theta =x}. Таким чином сімейство розподілів нерегулярне.